# Angy
Angy is een gemeente in het Franse departement Oise (regio Hauts-de-France). De plaats maakt deel uit van het arrondissement Clermont. De gemeente telde 1.129 inwoners op 1 januari 2022.

## Geografie
De oppervlakte van Angy bedroeg op 1 januari 2022 3,6 vierkante kilometer; de bevolkingsdichtheid was toen 313,6 inwoners per km².

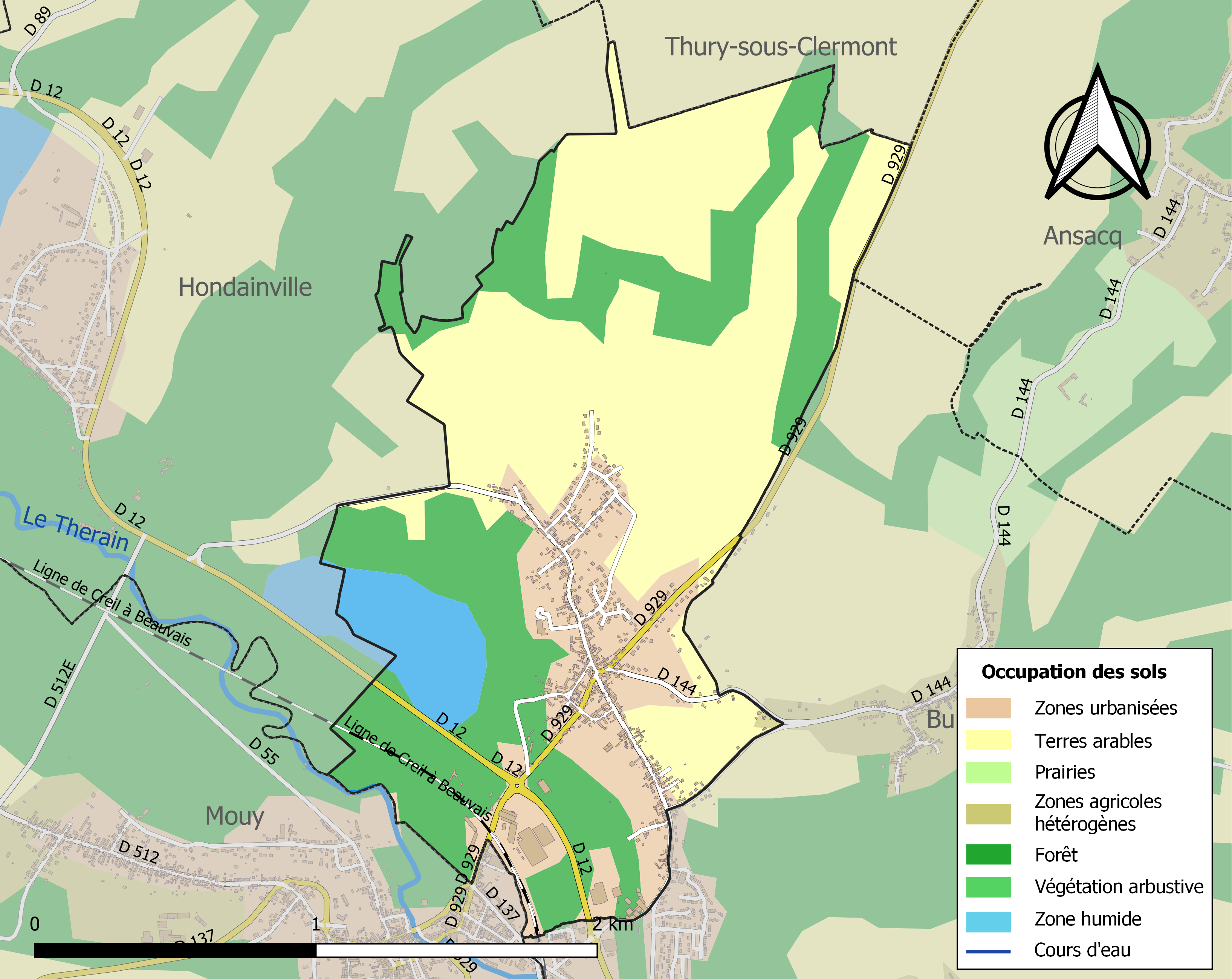
Kaart van de gemeente met belangrijkste infrastructuur, bodemgebruik en omliggende gemeenten

## Verkeer en vervoer
In de gemeente ligt spoorwegstation Mouy-Bury.

## Demografie
Onderstaande figuur toont het verloop van het inwonertal (bron: INSEE-tellingen).